# Гезес
Гезес (нім. Gesees) — громада в Німеччині, розташована в землі Баварія. Підпорядковується адміністративному округу Верхня Франконія. Входить до складу району Байройт. Складова частина об'єднання громад Містельбах.
Площа — 9,90 км2. Населення становить 1260 ос. (станом на 31 грудня 2020).

## Галерея

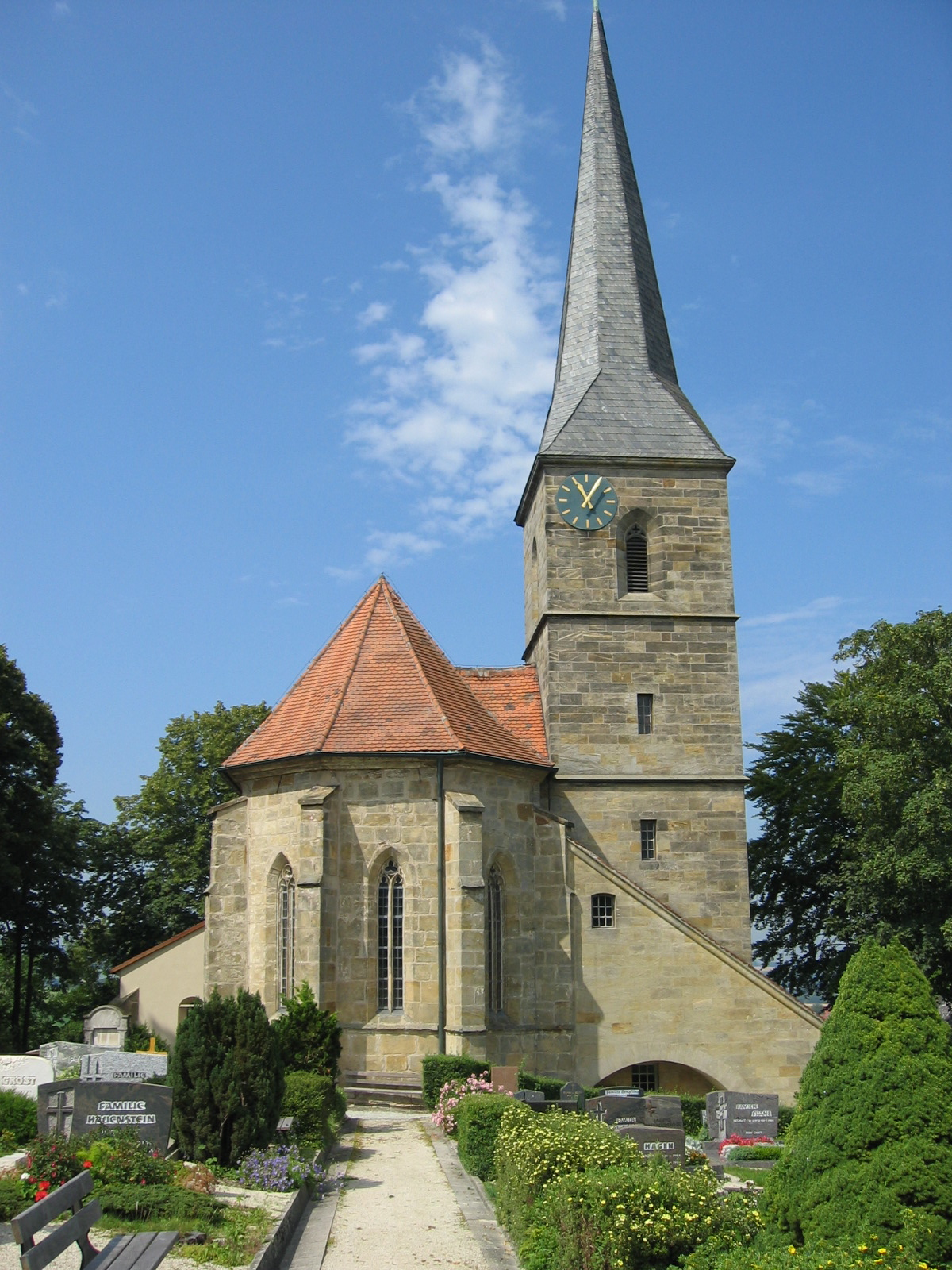